# Guillaume Borne
Pour les articles homonymes, voir Borne.
Guillaume Borne, né le 12 février 1988 à Castres, est un ancien joueur professionnel de football français évoluant au poste de défenseur.

## Carrière
Guillaume Borne commence le football à l'AS Lagarrigue, dans la banlieue de Castres, avant de rejoindre le Castres Football Club dans la catégorie benjamins. Lorsqu'il passe dans la catégorie 13 ans, il intègre le Centre de préformation de Castelmaurou. Sélectionné avec l'équipe de la Ligue de Midi-Pyrénées en 2003, il dispute la Coupe nationale des 14 ans. À 15 ans, il intègre le Centre de formation du Stade rennais. Il dispute son premier match professionnel le 23 décembre 2006 face au FC Lorient (0-0). Il joue alors la plupart du temps pour pallier les forfaits des membres plus expérimentés de l'effectif rennais, tels John Mensah ou Petter Hansson. Fin 2006, il intègre l'équipe de France des moins de 19 ans.
Le 20 août 2008, il est prêté au Stade brestois 29 qui évolue alors en Ligue 2. Il y marque son premier but en professionnel contre le SCO Angers, le 29 août 2008.
Le 24 juin 2009, il est transféré à l'US Boulogne, promue en Ligue 1. Après deux saisons à l'US Boulogne, il quitte le club le 30 juin 2011.
Il rebondit à l'AS Beauvais en National, et s'y engage le 11 juillet 2011 pour une saison, espérant jouer la montée en L2. Hélas le club est rétrogradé en CFA et le joueur est laissé libre par le club.
Le 3 octobre 2012, il signe en faveur du club de l'AS Vitré en CFA2 afin de relancer sa carrière. La saison est une réussite sur le plan collectif, les "Sang et Or" de Vitré remportant la poule H de CFA2 et accédant ainsi au CFA pour la saison 2013-2014. Malheureusement, sur le plan individuel, le défenseur enchaîne les blessures.
Le joueur retrouve toutefois du rythme pour son retour en CFA en 2013-2014. La saison suivante est plus difficile, il est victime le 8 mai 2015 au cours d'un match d'un coup lui causant neuf fractures au visage. Il prend alors sa retraite à l'issue de la saison à seulement 27 ans.
En 2015, il devient gestionnaire de patrimoine et fondateur d'Extra Sport Conseil, société qui a pour but d'accompagner les sportifs de haut niveau dans leur vie extra-sportive, notamment dans la gestion de leur patrimoine, de leur imposition, de leur image et de leur après-carrière.

## Statistiques
- 31 matchs en Ligue 1
- 16 matchs et 1 but en Ligue 2
- 25 matchs en National
- 41 matchs et 1 but en CFA
- 4 matchs en CFA2
- 3 matchs en Coupe de l'UEFA
- 2 matchs en Coupe Intertoto

| Saison      | Club           | Pays   | Championnat | Championnat | Championnat | Championnat  | Championnat  | Coupe d'Europe | Coupe d'Europe | Coupe d'Europe |
| Saison      | Club           | Pays   | Division    | Matchs      | Buts        | Cartons      | Cartons      | Type           | Matchs         | Buts           |
| ----------- | -------------- | ------ | ----------- | ----------- | ----------- | ------------ | ------------ | -------------- | -------------- | -------------- |
| Saison      | Club           | Pays   | Division    | Matchs      | Buts        | Carton jaune | Carton rouge | Type           | Matchs         | Buts           |
| 2006 - 2007 | Stade rennais  | France | Ligue 1     | 8           | 0           | 0            | 0            | -              | -              | -              |
| 2007 - 2008 | Stade rennais  | France | Ligue 1     | 5           | 0           | 0            | 0            | C3             | 3              | 0              |
| août 2008   | Stade rennais  | France | Ligue 1     | 1           | 0           | 0            | 0            | Int.           | 2              | 0              |
| 2008 - 2009 | Stade brestois | France | Ligue 2     | 9           | 1           | 0            | 0            | -              | -              | -              |
| 2009 - 2010 | US Boulogne    | France | Ligue 1     | 17          | 0           | 1            | 0            | -              | -              | -              |
| 2010 - 2011 | US Boulogne    | France | Ligue 2     | 7           | 0           | 0            | 0            | -              | -              | -              |
| 2011 - 2012 | AS Beauvais    | France | National    | 25          | 0           | 0            | 0            | -              | -              | -              |
| 2012 - 2013 | AS Vitré       | France | CFA2        | 4           | 0           | 0            | 0            | -              | -              | -              |

## Palmarès
- 2007 : Champion de France des réserves professionnelles avec le Stade rennais.
- 2013 : Vainqueur de la poule H du CFA2 avec l'AS Vitré